# Codex Sinopensis
Der Codex Sinopensis (Gregory-Aland-Sigel: O bzw. 023) ist eine illuminierte Evangelienhandschrift, die in das  6. Jahrhundert datiert und heute zum größten Teil in Paris, Bibliothèque Nationale, Suppl. Gr. 1286, aufbewahrt wird. Benannt wurde der Codex nach der Hafenstadt Sinop im Norden Anatoliens, wo die Handschrift 1899 gefunden wurde. 
Die Handschrift besteht aus dem Evangelium nach Matthäus auf 44 Pergamentblättern mit zahlreichen Lücken. Sie hat ein Format von 30 × 25 cm. Der Text steht in einer Spalte mit jeweils 15 Zeilen.
Zusammen mit der Wiener Genesis und dem Codex purpureus Rossanensis wird der Codex zu den frühbyzantinischen Purpurhandschriften gezählt, die Handschriften sind vermutlich zur selben Zeit am selben Ort entstanden. Im Gegensatz zur Wiener Handschrift, die das Buch Genesis enthält, handelt es sich bei den beiden anderen Codices um Evangelienhandschriften.
Der Griechische Text des Codex repräsentiert den byzantinischen Text und wird der Kategorie V zugeordnet.